# Fender Starcaster
Sortie au catalogue en 1976, la Fender Starcaster est historiquement la troisième tentative de Fender pour intégrer le marché des guitares dites demi-caisses, alors dominé par la Gibson ES-335.

## Conception et développement
La Starcaster est un instrument de grande qualité conçu par Gene Fields à une époque où les standards de qualité Fender ont quelque peu diminué. Le modèle fait suite à la très luxueuse Fender Montego qui elle-même remplace l’impopulaire guitare Coronado. La caisse possède une table galbée parée de deux ouïes en F avec la particularité, inhabituel pour une guitare demi-caisse, d'avoir un corps asymétrique. Notons que Gibson avait subi un échec commercial lors de la production d’un modèle à l'allure similaire, la Les Paul signature, en 1974. 
Le manche en érable est vissé sur le corps par l’intermédiaire de trois vis.  La tête bénéficie du design original élaboré pour un prototype de 1965 qui ne sera jamais distribué malgré sa présence sur la liste de prix, la Fender Marauder. Avec un rebord inférieur incurvé, peint généralement de la même couleur que le corps, cette tête de manche donne une élégance peu commune aux formes simples utilisées jusqu’à présent par Fender. 
Les deux micros double bobinage équipant la Starcaster sont des Fender Wide Range, conçus par Seth Lover. Ces micros apparaissent sur des modèles Telecaster Custom et Telecaster Thinline au début des années 1970.

## Notoriété
Comme pour ses aînées, la Coronado et la Montego, la Starcaster connaît un échec commercial. Bien que cette guitare demi-caisse dispose de micros à double bobinage grâce auxquels Fender espère attirer les clients habitués aux guitares concurrentes, elle garde un manche vissé, mal perçu pour ce type de lutherie. Un autre fait médiatique marque l’introduction de la Starcaster dans le catalogue Fender. Son arrivée à un tournant musical bouleversant le rock international de façon significative, l’image d’un tel instrument ne colle pas avec le mouvement qui envahit les journaux. La production dure de 1976 ou 1977 à 1980 ou 1982 selon les sources.

## Rééditions
Même si Fender a toujours trouvé un marché pour les rééditions de ces modèles les plus populaires, la société a mis longtemps pour créer une réédition de la Starcaster. Elle apparaît dans la série Modern Player (Made in China).
Parmi les adeptes de cette guitare, on compte notamment Jonny Greenwood du groupe Radiohead.